# Epinephelus clippertonensis
Epinephelus clippertonensis är en fiskart som beskrevs av Allen och Robertson, 1999. Epinephelus clippertonensis ingår i släktet Epinephelus och familjen havsabborrfiskar. IUCN kategoriserar arten globalt som livskraftig. Inga underarter finns listade i Catalogue of Life.